# میخیلو شرشن
میخیلو شرشن (اوکراینی: Михайло Сергійович Шершень؛ زادهٔ ۲۷ آوریل ۱۹۹۵) بازیکن فوتبال اهل اوکراین است.
از باشگاه‌هایی که در آن بازی کرده‌است می‌توان به باشگاه فوتبال زوریا لوهانسک اشاره کرد.